# Erpis
Erpis là một chi bướm đêm thuộc họ Crambidae.